# Ximena Moniz
Ximena Moniz (em espanhol: Jimena Muñoz; c. 1060 — Espinareda de Bierzo, Leão, 25 de maio ou 23 de julho de 1128) foi uma senhora da nobreza leonesa. Foi filha de Munio Moniz de Bierzo, conde de Bierzo e de Muniadona Moniz.
Perdendo a sua mãe muito cedo, Ximena Moniz e a sua irmã Gontronde Moniz foram educadas pelo seu pai e pelo seu avô materno.
Ximena Moniz foi concubina de Afonso VI de Leão e Castela, de quem teve duas filhas:
1. Elvira Afonso (c.1079 - 1151) casada com o conde Raimundo IV de Toulouse;
2. Teresa de Leão, condessa de Portugal (1080 - Póvoa de Lanhoso, Portugal ou Mosteiro de Montederramo, Galiza, 11 de novembro de 1130) casada com Henrique de Borgonha, conde de Portugal.

Ximena foi a responsável pela educação das suas filhas, em conjunto com o seu pai. Quando Afonso VI morreu, Ximena retirou-se da vida da corte, habitando até à sua morte com a filha Teresa e falecendo em 1128, com 68 anos.